# Fantasy (Carole King)
| Recensione                        | Giudizio   |
| --------------------------------- | ---------- |
| AllMusic                          | [ 3 ]      |
| The New Rolling Stone Album Guide | [ 4 ]      |
| Sputnikmusic                      | 3.2 (Good) |
| Ondarock                          | [ 6 ]      |
| Dizionario del Pop-Rock           | [ 7 ]      |
| 24.000 dischi                     | [ 8 ]      |

Fantasy è un album in studio della cantautrice statunitense Carole King, pubblicato nel giugno del 1973.

## Tracce

### LP
Lato A (77018-A)
Testi e musiche di Carole King.
1. Fantasy Beginning – 1:02
2. You've Been Around Too Long – 3:35
3. Being at War with Each Other – 3:50
4. Directions – 4:37
5. That's How Things Go Down – 3:04
6. Weekdays – 2:45

Lato B (77018-B)
Testi e musiche di Carole King.
1. Haywood – 5:07
2. A Quiet Place to Live – 2:02
3. Welfare Symphony – 3:20
4. You Light Up My Life – 3:12
5. Corazón – 4:08
6. Believe in Humanity – 3:22
7. Fantasy End – 1:32

## Musicisti
- Carole King - voce, tastiere, accompagnamento vocale-cori, arrangiamento e conduzione strumenti a fiato e strumenti ad arco
- David T. Walker - chitarre
- Charles Larkey - basso elettrico, contrabbasso
- Harvey Mason - batteria, vibrafono, vari strumenti a percussione
- Bobbye Hall - congas, bongos
- George Bohanon - trombone, euphonium
- Charlie Loper - trombone
- Dick "Slyde" Hyde - trombone
- Ollie Mitchell - tromba, flicorno
- Chuck Findley - tromba, flicorno
- Albert Aarons - tromba, flicorno
- Tom Scott - sassofono
- Ernie Watts - sassofono
- Curtis Amy - sassofono
- Mike Altschul - sassofono
- Thomas Buffam - violino
- Sheldon Sanov - violino
- Glenn Dicterow - violino
- Ronald Folsom - violino
- Kathleen Lenski - violino
- Robert Lipsett - violino
- Gordon Marron - violino
- Haim Shtrum - violino
- Barry Socher - violino
- Polly Sweeney - violino
- Miwako Watanabe - violino
- Kenneth Yerke - violino
- David Campbell - viola
- Denyse Buffum - viola
- Alan De Veritch - viola
- Paul Polivnick - viola
- Dennis Karmazyn - violoncello
- Denis Brott - violoncello
- Judith Perett - violoncello
- Jeffrey Solow - violoncello
- Charles Larkey - contrabbasso
- Susan Ranney - contrabbasso

Note aggiuntive
- Lou Adler - produttore
- Hank Cicalo - ingegnere delle registrazioni
- Steve Mitchell - assistente ingegnere delle registrazioni
- Chuck Beeson - grafica copertina album originale
- Drew Struzan - illustrazioni copertina album originale[9]

## Classifica
Album
| Anno | Classifica        | Posizione raggiunta |
| ---- | ----------------- | ------------------- |
| 1973 | Billboard 200     | 6                   |
| 1973 | Hit Parade Italia | 20                  |

Singoli
| Anno | Titolo del brano     | Classifica         | Posizione raggiunta |
| ---- | -------------------- | ------------------ | ------------------- |
| 1973 | You Light Up My Life | Adult Contemporary | 6                   |
| 1973 | You Light Up My Life | Billboard Hot 100  | 28                  |